# Stenobracon nicevillei
Stenobracon nicevillei är en stekelart som först beskrevs av Charles Thomas Bingham 1901.  Stenobracon nicevillei ingår i släktet Stenobracon och familjen bracksteklar. Inga underarter finns listade i Catalogue of Life.